# 塩田武士
塩田 武士（しおた たけし、1979年4月21日 - ）は、日本の小説家。兵庫県尼崎市生まれ。報徳学園高等学校、関西学院大学社会学部卒業。姉は、関西地区を中心に活動する放送タレントの塩田えみ。

## 人物・経歴
幼い頃から「人を楽しませたい」という思いが強く、劇団に入ったり、高校時代は漫才コンビも組んでいた。
大学1年の19歳の時に藤原伊織の『テロリストのパラソル』を読み、作家を志して創作活動を開始。新人賞に応募し続けるも12年間は芽が出なかったが、大学卒業後に入社した神戸新聞社での将棋担当記者としての取材経験を活かし、2010年、プロ棋士を目指す無職の男を新聞記者の視点で描いた『盤上のアルファ』で第5回小説現代長編新人賞を受賞。全選考委員が最初の投票でマルをつけ満場一致での受賞となった。2011年、同作で作家デビュー。第23回将棋ペンクラブ大賞（文芸部門）を受賞した。2012年に同社を退社、専業作家となる。2013年に娘が産まれた。2016年、グリコ・森永事件を題材のモチーフとした『罪の声』で第7回山田風太郎賞受賞。同作は2016年版の「週刊文春ミステリーベスト10」で第1位、2017年版の「このミステリーがすごい!」で第7位、第38回吉川英治文学新人賞候補に選ばれた。2018年、『歪んだ波紋』で第40回吉川英治文学新人賞受賞。2024年、『存在のすべてを』で第9回渡辺淳一文学賞を受賞。

## 受賞・候補歴
- 2010年 - 『盤上のアルファ』で第5回小説現代長編新人賞受賞。
- 2016年 - 『罪の声』で第7回山田風太郎賞受賞、第38回吉川英治文学新人賞候補。
- 2018年 - 『歪んだ波紋』で第40回吉川英治文学新人賞受賞。
- 2024年 - 『存在のすべてを』で第9回渡辺淳一文学賞受賞。
- 2025年 - 『踊りつかれて』で第173回直木三十五賞候補[12]。

## 作品一覧

### 単著
- 盤上のアルファ（2011年1月 講談社 / 2014年2月 講談社文庫）
- 女神のタクト（2011年10月 講談社 / 2014年11月 講談社文庫）
- ともにがんばりましょう（2012年7月 講談社 / 2017年7月 講談社文庫）
- 崩壊（2013年5月 光文社 / 2015年8月 光文社文庫）
- 盤上に散る（2014年3月 講談社 / 2019年1月 講談社文庫）
- 雪の香り（2014年6月 文藝春秋 / 2017年8月 文春文庫）
- 氷の仮面（2014年11月 新潮社 / 2020年9月 講談社文庫）
- 拳に聞け！（2015年8月 双葉社 / 2018年7月 双葉文庫）
- 罪の声（2016年8月 講談社 / 2019年5月 講談社文庫）
- 騙し絵の牙（2017年8月 KADOKAWA / 2019年11月 角川文庫）
- 歪んだ波紋（2018年8月 講談社 / 2021年11月 講談社文庫）
- デルタの羊（2020年10月 KADOKAWA）
- 朱色の化身（2022年3月 講談社）
- 存在のすべてを（2023年9月 朝日新聞出版）
- 踊りつかれて（2025年5月 文藝春秋）

### アンソロジー
「」内が塩田武士の作品
- Day to Day（2021年3月 講談社 / 2021年3月 講談社【愛蔵版】）「6/20 写実画の女」

## メディア・ミックス

### 映画
- 罪の声（2020年10月30日公開、配給：東宝、監督：土井裕泰、主演：小栗旬）
- 騙し絵の牙（2021年3月26日公開、配給：松竹、監督：吉田大八、主演：大泉洋）

### テレビドラマ
- NHK（プレミアムドラマ）
  - 盤上のアルファ〜約束の将棋〜（2019年2月3日 - 2月24日、全4話、NHK BSプレミアム、主演：玉木宏、原作：盤上のアルファ）[13]
  - 歪んだ波紋（2019年11月3日 - 12月22日、全8話、NHK BSプレミアム、主演：松田龍平）[14]

### 漫画
- 罪の声 昭和最大の未解決事件（2017年8月 - 2018年5月、全3巻、講談社 イブニングKC） - 作画：須本壮一